# Plein van de Eerste Republiek
Het Plein van de Eerste Republiek (Georgisch: პირველი რესპუბლიკის მოედანი, Pirveli Respoeblikis Moëdani), voorheen Republieksplein en Rozenrevolutieplein, is een plein in de wijk Vera van de Georgische hoofdstad Tbilisi, gesitueerd aan het noordelijke uiteinde van de Roestavelilaan.

## Naamgeving
Bij de opening van het plein in 1983 kreeg het de naam Republieksplein, refererend aan de Georgische sovjetrepubliek. President Micheil Saakasjvili hernoemde het plein in 2005 naar de Rozenrevolutie, de revolutie van 2003 waarmee hij aan de macht was gekomen. In aanloop naar de honderdste verjaardag in 2018 van het uitroepen van de onafhankelijkheid van de Democratische Republiek Georgië besloot het stadsbestuur van Tbilisi de naam te wijzigen in het Plein van de Eerste Republiek.

## Ligging
Het plein ligt in het geografische midden van Tbilisi, ten noorden van het centrum en aan de kop van de prominente Roestavelilaan boven de rechteroever van de Mtkvari-rivier. Het stedenbouwkundige plan van het gebied beoogde hier het zicht vanaf de Roestavelilaan vrij te maken om zo de twee oevers van de stad visueel met elkaar te verbinden en er een publieksfunctie aan te geven.

## Geschiedenis
De ontstaansgeschiedenis van het plein is verweven met de stedenbouwkundige herontwikkeling vanaf de jaren 1930 van de Roestavelilaan en het direct omliggende gebied. In de daaropvolgende decennia werden nieuwe monumentale gebouwen neergezet aan de Roestavelilaan, waaronder het parlement, en werd de omgeving onder landschapsarchitectuur heringericht.

### Ontwikkeling
In de jaren 1960, toen Sovjet-Georgië een van de belangrijkste toeristische bestemmingen in de Sovjet-Unie was, werd het gebied tussen het noordelijke einde van de Roestavelilaan en de Mtkvari-rivier ontwikkeld, wat nu het Plein van de Eerste Republiek is. In 1967 werd hier het prestigieuze Hotel Iveria geopend, ontworpen door de Georgische architect Otar Kalandarisjvili. Met 18 verdiepingen was dit het hoogste gebouw van Tbilisi en bood het een weids uitzicht over de stad. In 1966 werd de metro van Tbilisi geopend, die vlak bij het hotel zijn eindpunt had en doorgetrokken werd onder de Roestavelilaan. In 1980 volgde het modernistische post- en telegraafkantoor op de hoek met de Roestavelilaan.
Kalandarisjvili ontwierp het plein naast het Iveria Hotel. Het werd in 1983 voltooid en het Republieksplein genoemd, verwijzend naar de Georgische Sovjetrepubliek. Het plein had open zicht naar de rivierzijde en was tegen een steile helling gebouwd. Door het egaliseren van het terrein kon onder het plein een sociaal-cultureel centrum van twintigduizend vierkante meter worden aangelegd, verspreid over drie verdiepingen. De ruimtes werden gebouwd, maar nooit voltooid.

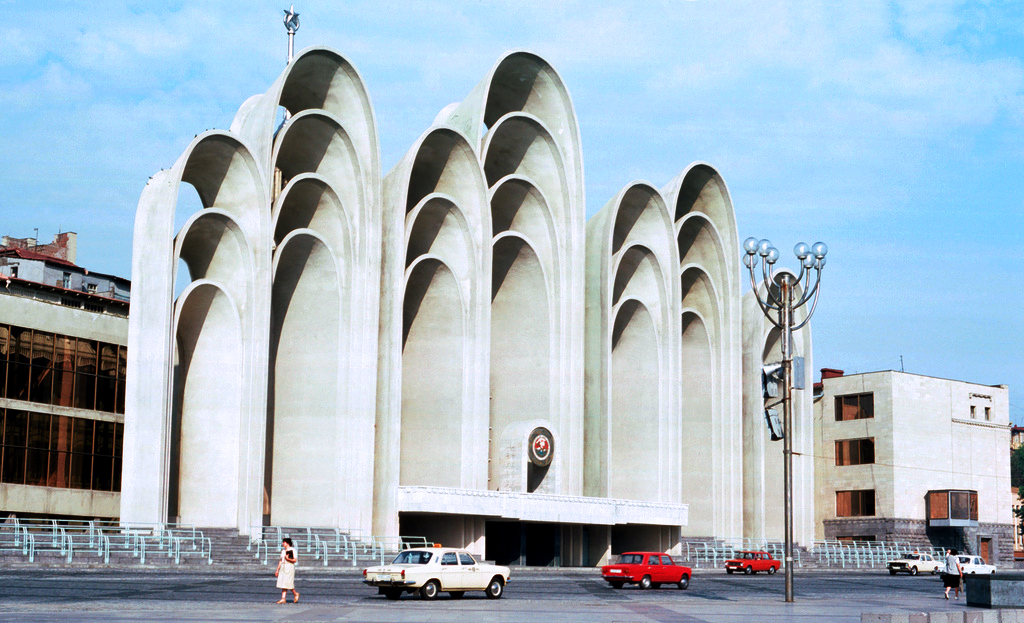
Monument 'Oren van Andropov'.

Op het plein, waar ook grote Sovjet-parades gehouden moesten worden, kwam een tribune. Ook werd op het plein in 1983 een groots betonnen monument gebouwd, bijgenaamd de 'Oren van Andropov', voor het bezoek van de toenmalige leider van de Sovjet-Unie Joeri Andropov aan Tbilisi en dat als achtergrond voor parades moest dienen. De architect wilde met de inrichting een van de belangrijkste pleinen van de stad creëren. In de weekenden zou het plein voor verkeer gesloten worden voor een vrije voetgangerszone, terwijl het doordeweeks diende als extra capaciteit voor verkeersafwikkeling aan het smalle uiteinde van de Roestavelilaan.

### Herinneringspolitiek

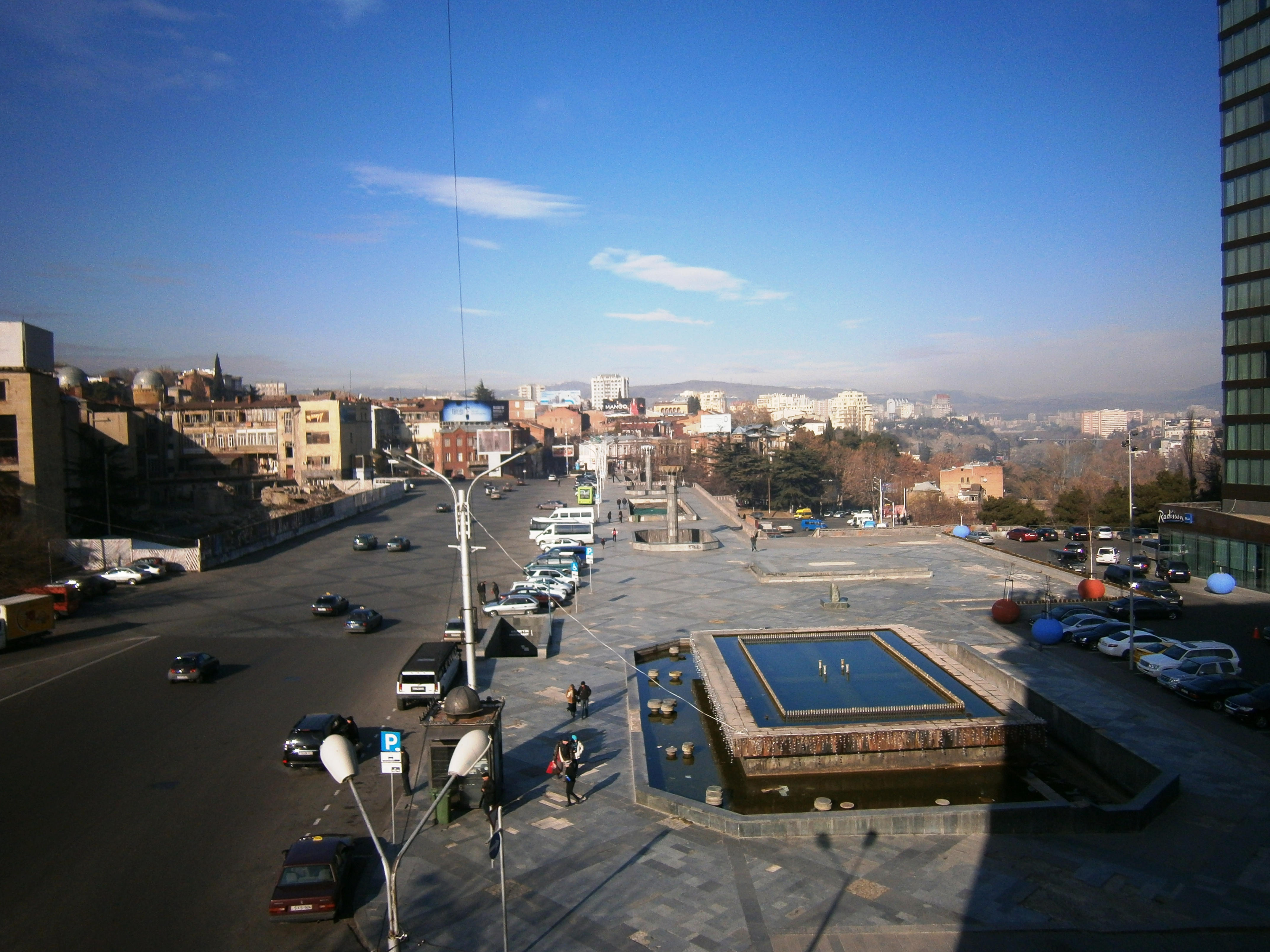
Rozenrevolutieplein in 2012 met uitzicht naar het noorden. Uiterst rechts het gemoderniseerde Iveria Hotel en het lege kavel links waar de 'Oren van Andropov' heeft gestaan.

Het plein was oorspronkelijk bedoeld om Sovjet-parades te houden, maar werd niet lang na zijn opening het toneel van anti-Sovjet-demonstraties. In de jaren 1990 kwamen in het Iveria Hotel Georgische vluchtelingen uit Abchazië te wonen, als gevolg van de oorlog daar. Tegen deze achtergrond werd het plein een plaats van herinnering aan en ter herdenking van zowel het Sovjettijdperk als de strijd voor onafhankelijkheid.
Na de Rozenrevolutie in 2003 besloot president Micheil Saakasjvili in 2005 het plein hiernaar om te dopen. De revolutie stond in zijn optiek symbool voor de definitieve breuk met het Sovjetverleden. Tevens besloot hij het plein te laten renoveren. De 'Oren van Andropov' werden gesloopt en het Iveria Hotel werd verkocht en gerenoveerd tot een 5-sterrenhotel van Radisson.
In 2018 was Georgische Droom aan de macht, de politieke tegenpool van voormalig president Saakasjvili, die besloot het plein te hernoemen in herinnering aan de honderdste verjaardag van de onafhankelijkheid van de eerste Georgische republiek, de Democratische Republiek Georgië. Volgens de oppositie wilden de regering en het stadsbestuur van Tbilisi hiermee uit politieke motieven "een van de belangrijkste gebeurtenissen uit de moderne Georgische geschiedenis uitwissen".